# 真相 (小說)
《真相》是倪匡筆下科幻小說衛斯理系列之一。故事敍述衛斯理等人，了解到一個多功能容器的秘密。本故事的上半部份，記載於錯手中。

## 故事大綱
劉根生偷走容器的動力裝置，在混亂情況下離開後，白老大和哈山決定到上海尋找劉根生，而衛斯理 白素等人則分析出那容器能使人處於靜止時間中，也能使人體化為無數個粒子。
衛斯理在高級海員俱樂部遇到毛斯、大半和小半，他們通知衛在長江 江口海底發現一艘沉船，內有另一個相似容器。另一方面，白老大和哈山在上海意外發現劉根生是哈山父親，白把哈山嬰兒時用過的衣物寄給衛。
衛借用《兄弟姐妹號》，將那容器撈上。在船上，衛斯理發現劉根生。劉根生透露人在兩個容器之間能互相轉移，又可以把時間停頓，即人在容器內休息時生命可以分段，並講述了他發現兩個容器和與阿拉伯女子生下哈山的經過，衛認定這兩個容器來自外太空。最後劉根生與哈山兩父子團聚，不再分離。
| 前任者： 068 錯手 | 衛斯理系列（按編號） 069                             | 繼任者： 070 毒誓 |
| 前任者： 錯手     | 衛斯理系列（按連載時序） 1989年4月7日至1989年7月22日 | 繼任者： 毒誓     |